# 17e Legerkorps (Wehrmacht)
Het Duitse 17e Legerkorps (Duits: Generalkommando XVII. Armeekorps) was een Duits legerkorps van de Wehrmacht tijdens de Tweede Wereldoorlog. Het korps kwam in actie tijdens de veldtocht in het westen in 1940. Vervolgens vocht het korps aan het oostfront, meest in de zuidelijke sector. Begin 1945 werd het korps naar Heeresgruppe Mitte verplaatst en capituleerde oostelijk van Praag. 

## Krijgsgeschiedenis

### Oprichting
Het 17e Legerkorps werd opgericht op 1 april 1938 in Wenen in Wehrkreis XVII, na de Anschluss van Oostenrijk.

### 1938/39
Het korps maakt deel uit van de troepen die Sudetenland en de rest van Tsjechië binnenrukten.
Tijdens de inval in Polen in 1939 (Fall Weiss) beschikte het korps over de 44e en 45e Infanteriedivisies. Het korps rukte op vanuit het gebied rond  Cieszyn, ten noorden van de Weichsel, via Pszczyna naar Krakau. Het korps nam daarna deel aan de aanval van het 18e Legerkorps op Lviv, waarmee de veldtocht afgesloten werd.
Tussen 11 en 13 november 1939 werd het korps overgebracht naar Einbeck. 

### 1940
Vanaf januari 1940 werd het korps als reserve ingezet in de sector van het 2e Leger, nog steeds bij Einbeck. Tijdens de eerste fase van de veldtocht in het westen, Fall Gelb, lag het korps eerst in reserve. Pas vanaf 18 mei kwam het korps rond Sedan in actie als dekking van de zuidelijke flank en bleef daar gedurende mei 1940. In de tweede fase, Fall Rot, rukte het korps onder het 12e Leger over de Aisne op naar het zuiden met de 10e en 26e Infanteriedivisies en de Polizei-Divisie. Op 22 juni was het korps via Bar-le-Duc aangekomen in het gebied oostelijk van Langres en beëindigde daar de veldtocht. Al meteen in juli 1940 werd het korps overgebracht naar Zuid-Polen.

### 1941
Bij het begin van de aanval op de Sovjet-Unie vanaf 22 juni 1941 (Operatie Barbarossa), startte het korps vanaf Chełm met zijn aanvallen, beschikkend over de 56e en 62e Infanteriedivisies op de noordelijke vleugel van het 6e Leger. In voortdurende gevechten met het 15e Sovjet Fuselierskorps trok het korps over de Westelijke Boeg via Lyuboml naar Kovel. Via Sarny werd medio juli 1941 de Sluch bereikt. Begin augustus werd samen met het 51e Legerkorps opgerukt via Bilka naar Korosten. Voor de noordelijke aanval op Kiev groepeerde het korps om aan de Teteriv en kreeg naast de bestaande 296e en 298e Infanteriedivisies, ook de 44e Infanteriedivisie erbij. Samen met het 29e Legerkorps en andere troepen werd tot 20 september 1941 Kiev ingenomen. Daarna volgde een opmars naar het oosten via Gorodishche. Tijdens de aanval van het 55e Legerkorps rond Charkov vormde het korps bij Stary Saltov een bruggenhoofd op de oostelijke oever van de Donets. Daarna ging het korps, met zijn 79e en 294e Infanteriedivisies, tussen Murom en Belgorod langs de Donets over tot een stellingenoorlog. De winter was redelijk rustig.

### 1942

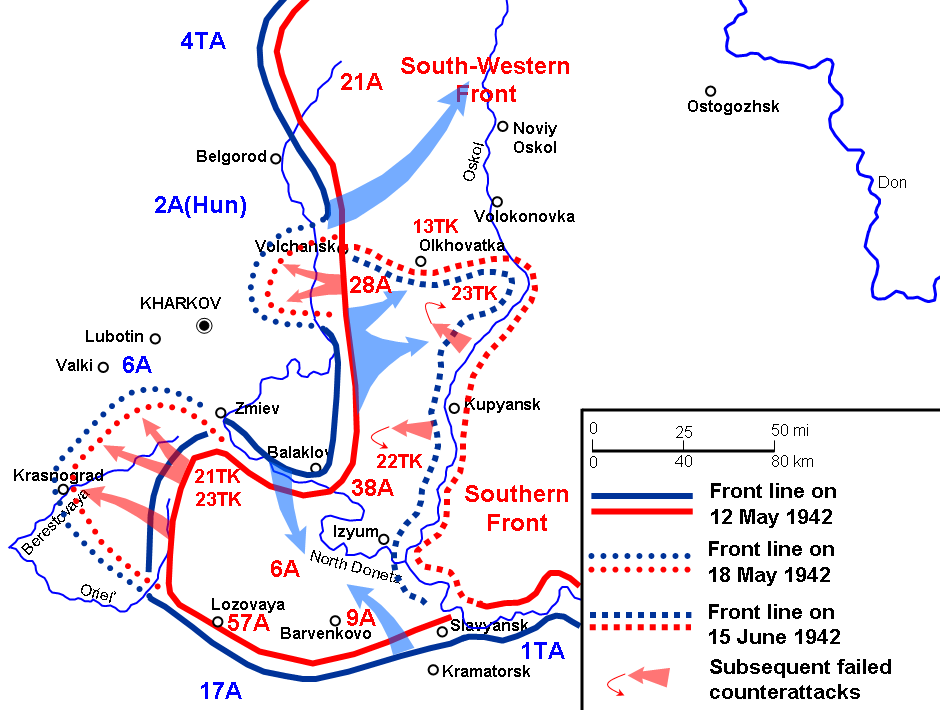
Tweede Slag om Charkov

Op 12 mei lanceerden de Sovjets hun lenteoffensief in de Tweede Slag om Charkov. De tegenstander van het korps was het 28e Sovjetleger, dat vanuit Voltsjansk richting Charkov oprukte. Het korps kon nauwelijks standhouden. Maar na versterking van eerst de 3e en later de 23e Pantserdivisie en additionele infanteriedivisies, lukte het korps de aanval te vertragen en daarna via tegenaanvallen tot 20 mei de Sovjet terreinwinst weer geheel teniet te doen. Tussen 10 en 15 juni nam het korps deel aan Operatie Wilhelm. En vanaf 30 juni 1942 startte ook voor het korps het Duitse zomeroffensief, Fall Blau, met de 79e, 113e en 294e Infanteriedivisies. Na de opmars naar de Don vestigde het korps zich als de linkervleugel van het 6e Leger tussen Kasanskaja en Jelanskaja en ondersteunde het 3e Roemeense Leger, dat langs de Don werd ingebracht. Het korps had geluk dat het begin oktober daarvandaan werd verplaatst. Ten tijde van de Sovjet-doorbraak op 19 november 1942 over de Don in Serafimovitsj, bevond de staf van het korps zich in Kupyansk. Hierdoor ontsnapte het aan de vernietiging.
Op 23 november werd de staf gebruikt om Gruppe Hollidt later Armee-Abteilung Hollidt te vormen.

### 1943
Armee-Abteilung Hollidt werd op 6 maart 1943 achter de Mius omgevormd tot het nieuwe 6e Leger. Hierdoor werd het 17e Legerkorps ook weer onder deze naam actief. Ten tijde van het Duitse offensief bij Koersk (Operatie Citadel), startte het Sovjet Zuidelijk Front zijn Mius-offensief op 17 juli. Hier kreeg het korps, beschikkend over de 294e, 306e en 302e Infanteriedivisies, de volle aanval van het 5e Sovjet Stoottroepenleger en het 28e Sovjetleger te verduren. Binnen een week werd een bruggenhoofd van 15 bij 20 km gevormd. Het korps hielp in het Duitse tegenoffensief van 30 juli tot 2 augustus om dit bruggenhoofd weer op te ruimen. Maar het bleef niet lang rustig. Op 18 augustus opende het Zuidelijk Front zijn Donbass Operatie en doorbrak opnieuw het front van het korps. Maar deze keer waren de Sovjets niet meer te stoppen en al snel moest het korps aansluiten aan de algehele terugtocht naar de Dnjepr. Via Stalino trok het korps in september terug naar het bruggenhoofd Zaporozje, samen met het 40e Pantserkorps. In december 1943 beschikte het korps hier over de 123e, 125e en 294e Infanteriedivisies.

### 1944
Van het begin 1944 tot februari 1944 vochten het korps met de ondergeschikte 79e, 294e en 306e Infanteriedivisies in het Dnjepr-bruggenhoofd van Nikopol. Door het Sovjet Nikopol-Kryvy Rih offensief werd het korps begin februari 1944 uit het Nikopol-bruggenhoofd verdreven. In april en mei 1944, tijdens de verlieslatende terugtocht naar Bessarabië, maakte het korps tijdelijk deel uit van het 4e Roemeense Leger. In juni 1944 werd het korps overgebracht naar Boekovina, waar het onder bevel kwam van het 8e Leger. Rond Câmpulung Moldovenesc beveiligde het korps de Karpatenpassen met de 8e Jägerdivisie en de 3e Bergdivisie. Na de vernietiging van het 6e Leger tijdens het Sovjet Iași–Chișinău Offensief in augustus, was het gebied van Vatra Dornei niet meer te houden. Het korps moest zich vervolgens tijdens de Debrecen-operatie medio oktober 1944 via Satu Mare terugvechten naar de lijn  Tsjop-Tokaj door Noord-Hongarije. In november verdedigde het korps de Tisza-sector tussen Tokaj en Miskolc. Later was dat een stuk noordelijker, bij Klenovec in de Karpaten.

### 1945
Bij het begin van de West-Karpaten Operatie op 12 januari 1945 stond het korps onder bevel van het  1e Hongaarse Leger en beschikte over de 2e Hongaarse Reservedivisie, de 254e Infanteriedivisie en de 3e Bergdivisie. Het korps werd door het Sovjet 3e Oekraïense Front een stuk naar het westen gedreven. Daarna werd het korps verplaatst naar het Uilengebergte in Silezië, naar het 17e Leger. Hier verdedigde het korps op de lijn Strehlen-Schweidnitz in februari 1945. Dit bleef een aantal maanden stabiel. In mei 1945 werd het korps tijdens het Praagoffensief rond Jičín in Tsjechië door Sovjet-troepen omsingeld.

Het 17e Legerkorps ging in mei 1945 bij Jičín in Tsjechië in Sovjet krijgsgevangenschap.

## Bovenliggende bevelslagen
| Leger                   | Legergroep                        | Plaats/regio             | Begin                      | Eind                       |
| ----------------------- | --------------------------------- | ------------------------ | -------------------------- | -------------------------- |
| 14. Armee               | Heeresgruppe Süd                  | Galicië, Lviv            | 1 september 1939           | 7 oktober 1939             |
| direct onder bevel      | Oberkommando Grenzabschnitt Süd   | Polen                    | 8 oktober 1939             | 12 oktober 1939            |
| direct onder bevel      | Oberkommando Grenzabschnitt Mitte | Polen                    | 13 oktober 1939            | 13 november 1939           |
| direct onder bevel      | OKH-reserve                       | Einbeck                  | 13 november 1939           | 29 januari 1940            |
| 2. Armee                | OKH-reserve                       | Einbeck, Ardennen, Sedan | 29 januari 1940            | 17 mei 1940                |
| 12. Armee               | Heeresgruppe A                    | Aisne                    | 18 mei 1940                | 4 juli 1940                |
| 18. Armee               | OKH                               | Zuid-Polen               | 4 juli 1940                | 23 september 1940          |
| 12. Armee               | Heeresgruppe B                    | Zuid-Polen               | 23 september 1940          |                            |
| 17. Armee               | Heeresgruppe B                    | Zuid-Polen               | januari 1941               |                            |
| 6. Armee                | Heeresgruppe A                    | Zuid-Polen               | 22 april 1941              | 21 juni 1941               |
| 6. Armee                | Heeresgruppe Süd                  | Kovel, Kiev, Belgorod    | 22 juni 1941               | 9 juli 1942                |
| 6. Armee                | Heeresgruppe B                    | Don                      | 9 juli 1942                | 7 oktober 1942             |
| direct onder bevel      | Heeresgruppe B                    | Don                      | 7 oktober 1942             | 21 november 1942           |
| direct onder bevel      | Heeresgruppe Don                  | Don                      | 21 november 1942           | 27 december 1942           |
| Armee-Abteilung Hollidt | Heeresgruppe Don                  | Don, Donets              | 27 december 1942           | 12 februari 1943           |
| Armee-Abteilung Hollidt | Heeresgruppe Süd                  | Mius                     | 12 februari 1943           | 6 maart 1943               |
| 6. Armee                | Heeresgruppe Süd                  | Mius                     | 6 maart 1943               | 15 september 1943          |
| 1. Panzerarmee          | Heeresgruppe Süd                  | Dnjepr, Kryvy Rih        | 15 september 1943          | 31 december 1943           |
| 6. Armee                | Heeresgruppe A                    | Dnjepr, Kryvy Rih        | 1 januari 1944             | 30 maart 1944              |
| 6. Armee                | Heeresgruppe Südukraine           | Oeman, Boeg              | 30 maart 1944              | tussen 12 en 15 april 1944 |
| 8. Armee                | Heeresgruppe Südukraine           | Bessarabië, Karpaten     | tussen 12 en 15 april 1944 | 23 september 1944          |
| 8. Armee                | Heeresgruppe Süd                  | Hongarije, Karpaten      | 23 september 1944          | december 1944              |
| 1e Hongaarse Leger      | Heeresgruppe Süd                  | Hongarije, Karpaten      | december 1944              | januari 1945               |
| 17. Armee               | Heeresgruppe Mitte                | Silezië                  | januari 1945               | mei 1945                   |

## Commandanten
| Rang                       | Naam                  | Begin            | Eind             |
| -------------------------- | --------------------- | ---------------- | ---------------- |
| General der Infanterie     | Werner Kienitz        | 1 april 1938     | 23 januari 1942  |
| General der Infanterie     | Karl Hollidt          | 23 januari 1942  | 1 april 1942     |
| General der Infanterie     | Karl Strecker         | 2 april 1942     | 12 juni 1942     |
| General der Infanterie     | Karl Hollidt          | 12 juni 1942     | 23 november 1942 |
| Generalleutnant            | Dietrich von Choltitz | 7 december 1942  | 5 maart 1943     |
| General der Infanterie     | Willi Schneckenburger | 6 maart 1943     | 1 augustus 1943  |
| General der Artillerie     | Erich Brandenberger   | 1 augustus 1943  | 1 november 1943  |
| General der Gebirgstruppen | Hans Kreysing         | 1 november 1943  | 27 april 1944    |
| Generalleutnant            | Dr. Franz Beyer       | 27 april 1944    | 25 mei 1944      |
| General der Gebirgstruppen | Hans Kreysing         | 25 mei 1944      | 28 december 1944 |
| General der Pioniere       | Otto Tiemann          | 28 december 1944 | mei 1945         |

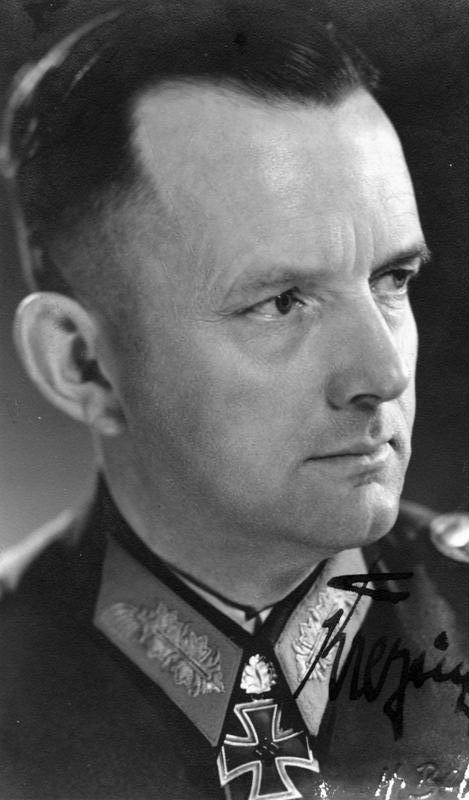
General Hans Kreysing

Generalleutnant von Cholditz had tijdelijk het bevel: “m.st.F.b.”.